# Stereomyxa
Stereomyxa – rodzaj ameb o niepewnej klasyfikacji i przynależności należący do supergrupy Amoebozoa w klasyfikacji Cavaliera-Smitha.
Należą tutaj następujące gatunki:
- Stereomyxa angulosa Grell, 1966
- Stereomyxa ramosa Grell, 1966